# البستان (يريم)

تعديل مصدري - تعديل

البستان محلة تابعة لقرية بيت السفياني، التابعة لعزلة رعين بمديرية يريم إحدى مديريات محافظة إب في الجمهورية اليمنية.، بلغ تعداد سكانها 197 حسب تعداد اليمن لعام 2004.